# أغريمز
أغريمز هي إحدى القرى التابعة لمنطقة ماسة بإقليم اشتوكة أيت باها بجهة سوس ماسة بالمغرب. لغة سكانها تاشلحيت وكلهم مسلمون.

## الجغرافية
- الإحداثيات:

## طالع كذلك
- ماسة (المغرب).